# One of a Kind (EP)
One of a Kind é o primeiro extended play (EP) do cantor e rapper sul-coreano G-Dragon. O seu lançamento ocorreu através de formato digital em 15 de setembro de 2012 e por meio de formato físico em 18 de setembro de 2012, pela YG Entertainment. Como parte de sua promoção, a canção de mesmo nome do EP, foi revelada através de um vídeo musical, posteriormente, foram lançados os singles "That XX" e "Crayon", sendo esta última a faixa título de One of a Kind. 
O lançamento do EP obteve um desempenho exitoso, atingindo o topo de ambas as paradas, semanal e mensal, da sul-coreana Gaon Album Chart, além de liderar a parada estadunidense Billboard World Albums. Ainda nos Estados Unidos, One of a Kind se posicionou em 161 na Billboard 200, tornando G-Dragon, o quarto artista coreano a ter um álbum na referida parada. 

## Composição e lançamento
Constituído por sete faixas, One of a Kind foi elaborado contendo G-Dragon como co-compositor de todas as canções. Em sua lista de faixas, há a inclusão da participação dos vocalistas das bandas de rock sul-coreanas, Kim Yoon-ah da banda Jaurim e Kim Jong Wan da banda Nell. Além disso, a participação de Rosé do grupo Black Pink, só foi creditada após quatro anos do lançamento do EP, em decorrência de sua estreia musical. Em relação ao conceito de One of a Kind, G-Dragon revelou que o material não possuía um, sendo baseado apenas em "liberdade irrestrita" e acrescentou: "Como o título do álbum sugere, é sobre algo que eu faço melhor, melhor do que todo mundo. Eu me esforço para ser único".
One of a Kind foi lançado em seu formato físico, contendo duas versões de capas diferentes, sendo elas bronze e ouro, cada uma contendo também, cartões fotográficos diferentes, mas abrangendo a mesma lista de faixas.

## Promoção
Em 24 de agosto de 2012, foi lançado um vídeo musical para a canção "One of a Kind" sob o propósito de apresentação do EP.  Mais tarde, após dois dias do lançamento de "That XX" em formato digital, a YG Entertainment divulgou a lista completa de faixas de One of a Kind, incluindo informações adicionais sobre os responsáveis pela composição e produção das canções. Precedendo o lançamento do EP, G-Dragon realizou uma transmissão ao vivo através da plataforma de vídeos Youtube, que contou com a participação de produtores da YG Entertainment e de seu companheiro de Big Bang, Taeyang, a fim de promover o seu lançamento.

### One of a Kind World Tour
Em 14 de janeiro de 2013, a YG Entertainment anunciou que G-Dragon realizaria sua primeira turnê mundial e seu primeiro concerto solo desde Shine a Light de 2009. A turnê que iniciou-se em 30 de março de 2013 em Seul, Coreia do Sul e executada em apoio ao EP, significou a primeira vez que um artista solo coreano realizou uma turnê por quatro arenas de cúpula japonesas. Seu encerramento ocorreu em 1 de setembro de 2013 na Coreia do Sul e ao todo, a One of a Kind World Tour reuniu um público total de mais de quinhentas mil pessoas em 27 concertos na Ásia, tornando-se na ocasião, a maior turnê realizada por um artista solo coreano. 

## Recepção

### Crítica profissional
| Críticas profissionais | Críticas profissionais |
| Avaliações da crítica  | Avaliações da crítica  |
| Fonte                  | Avaliação              |
| ---------------------- | ---------------------- |
| Allmusic               | [ 10 ]                 |
| IZM                    | [ 11 ]                 |

As avaliações recebidas por One of a Kind foram positivas. David Jeffries da Allmusic, deu ao EP três estrelas e meia a partir de uma escala de cinco, descrevendo-o como sendo de "uma festa sem pausa" e elogiou a produção das canções "One of a Kind" e "Crayon". A revista online coreana IZM, em sua resenha sobre o EP, deu ao mesmo três estrelas de uma escala de cinco e posteriormente, incluiu One of a Kind em sua lista de melhores álbuns de 2012, destacando sua variedade de gêneros, que incluiu rock, hip hop e acústico. Além disso, cumprimentou a direção artística tomada por G-Dragon e sentiu que o álbum trouxe a "recuperação do estilo e da insanidade".

## Singles
- "One of a Kind" foi lançado em 24 de agosto de 2012, previamente ao álbum homônimo e como uma canção promocional, onde seu intuito foi o de anunciar o retorno de G-Dragon e apresentar o conceito do EP de mesmo nome.[4] A canção foi recebida por aclamação da crítica, que listou-a como das faixas que moldaram o hip hop coreano[13] e como uma das melhores canções de ídolos masculinos dos últimos vinte anos na Coreia do Sul. Comercialmente, a canção se posicionou em número nove e catorze, respectivamente, nas paradas sul-coreanas Gaon Digital Chart e Billboard K-pop Hot 100.[14][15] Além disso, levou G-Dragon a realizar sua primeira entrada na parada estadunidense Billboard World Digital Songs, onde a faixa se estabeleceu em número sete.[16]

- "That XX"  foi lançado antes de One of a Kind, em 1 de setembro de 2012, através de download digital. Na Coreia do Sul, a canção recebeu uma classificação indicativa que a restringiu para ouvintes menores de dezenove anos de idade, devido as suas letras.[17] Apesar disso, tornou-se a primeira canção restrita para menores de idade, já sob efeito da classificação etária, a alcançar o topo da sul-coreana Gaon Digital Chart.[18] Adicionalmente, se posicionou em número dois na Billboard K-pop Hot 100[19] e tornou-se a canção mais vendida de One of a Kind durante o ano de 2012.[20]

- "Crayon" foi escolhido como a faixa título do EP e como o último single a ser retirado do mesmo. Seu lançamento ocorreu em 15 de setembro de 2012. A canção se estabeleceu através das paradas sul-coreanas se classificando em número três na Gaon Digital Chart[21] e em número quatro na Billboard K-pop Hot 100,[22] além de atingir a posição de número cinco na Billboard World Digital Songs.[23]

## Lista de faixas
| One of a Kind – Edição padrão |                                                          |                      |                                          |                                |         |  |
| N.º                           | Título                                                   | Letras               | Música                                   | Arranjos                       | Duração |  |
| 1.                            | "One of a Kind"                                          | G-Dragon             | G-Dragon, Choice37                       | Choice37, G-Dragon             |         |  |
| 2.                            | "Crayon" (크레용; Keureyong)                             | G-Dragon, Teddy Park | Teddy Park, G-Dragon                     | Teddy Park                     | 3:17    |  |
| 3.                            | "Without You" (결국; Gyeolguk; com participação de Rosé) | G-Dragon             | G-Dragon, Ham Seung-cheon, Kang Wook-jin | Ham Seung-cheon, Kang Wook-jin | 4:03    |  |
| 4.                            | "That XX" (그 XX; Geu XX)                                | G-Dragon, Teddy Park | Teddy Park, G-Dragon Seo Won Jin         | Teddy Park, G-Dragon           | 3:20    |  |
| 5.                            | "Missing You" (com participação de Kim Yoon Ah)          | G-Dragon, Teddy Park | G-Dragon, Choi Pil-kang, Teddy Park      | Choi Pil-kang                  | 3:27    |  |
| 6.                            | "Today" (com participação de Kim Jong Wan)               | G-Dragon             | G-Dragon, Choice37                       | Choice37                       | 3:39    |  |

| One of a Kind – Edição física (faixa bônus) |                                                                                |                       |                                   |                      |         |  |
| N.º                                         | Título                                                                         | Letras                | Música                            | Arranjos             | Duração |  |
| 7.                                          | "Light it Up" (불 붙여봐라; Bul Butyeobwara; com participação de Tablo & Dok2) | G-Dragon, Tablo, Dok2 | Teddy Park, Tablo, G-Dragon, Dok2 | Teddy Park, G-Dragon | 3:34    |  |
| Duração total:                              | Duração total:                                                                 | Duração total:        | Duração total:                    | Duração total:       | 24:46   |  |

## Desempenho nas paradas musicais
Com apenas um dia de lançamento de One of a Kind em formato digital na Coreia do Sul, as suas canções totalizaram vendas combinadas superiores a um milhão de cópias digitais. Seu lançamento em formato físico no país, posicionou o EP na liderança da Gaon Album Chart e se tornou o álbum mais vendido do mês de setembro de 2012 com 171,512 mil cópias. Mais tarde, One of a Kind se converteu no quarto álbum mais vendido do ano na Coreia do Sul, obtendo vendagem de 204,326 mil cópias. No ano seguinte, recebeu vendas adicionais de 45,332 mil cópias e se estabeleceu em número 43 na lista de álbuns mais vendidos do ano pela Gaon Album Chart.
Em Taiwan, o EP vendeu mais de dez mil cópias e recebeu a certificação platina.  Nos Estados Unidos, One of a Kind se estabeleceu no topo da Billboard World Albums e levou G-Dragon a tornar-se o quarto artista coreano a ter um álbum na Billboard 200, se classificando na posição de número 161.

### Posições
| Paradas (2012)                                | Melhor posição |
| --------------------------------------------- | -------------- |
| Coreia do Sul (Gaon Weekly Albums Chart)      | 1              |
| Coreia do Sul (Gaon Monthly Albums Chart)     | 1              |
| Coreia do Sul (Gaon Yearly Albums Chart)      | 4              |
| Estados Unidos (Billboard World Albums)       | 1              |
| Estados Unidos (Billboard Heatseekers Albums) | 6              |
| Estados Unidos (Billboard 200)                | 161            |
| Japão (Oricon Weekly Albums Chart)            | 12             |

## Prêmios e indicações
| Ano  | Prêmio                  | Categoria                       | Resultado | Ref.          |
| ---- | ----------------------- | ------------------------------- | --------- | ------------- |
| 2012 | Mnet Asian Music Awards | Álbum do Ano                    | Indicado  | [ 39 ]        |
| 2013 | Seoul Music Awards      | Gravação do Ano                 | Venceu    | [ 40 ]        |
| 2013 | Golden Disc Awards      | Bonsang Digital                 | Venceu    | [ 41 ]        |
| 2013 | Korean Music Awards     | Melhor Álbum Dance / Eletrônica | Indicado  | [ 42 ] [ 43 ] |

## Histórico de lançamento
| Região        | Data                   | Formato          | Gravadora                     |
| ------------- | ---------------------- | ---------------- | ----------------------------- |
| Mundo         | 15 de setembro de 2012 | Download digital | YG Entertainment              |
| Coreia do Sul | 15 de setembro de 2012 | Download digital | YG Entertainment              |
| Coreia do Sul | 18 de setembro de 2012 | CD               | YG Entertainment KMP Holdings |
| Taiwan        | 12 de outubro de 2012  | CD               | Warner Music Taiwan           |
| Filipinas     | 15 de dezembro de 2012 | CD               | Universal Records             |